# Diogo Catarino
Diogo Catarino da Silva, mais conhecido como Catarino (Rio de Janeiro RJ. 9 de janeiro de 1990), é um futebolista de areia brasileiro. Atualmente, joga no Vasco da Gama.

## Títulos
Vasco da Gama
- Bicampeão da Copa Libertadores (2016 e 2017)
- Tricampeão do Campeonato Brasileiro (2017, 2019 e 2020)
- Campeão do Circuito Brasileiro (2013/14)
- Campeão da Copa Brasil (2012)
- Campeão da IV Etapa do Circuito Brasileiro - Serra (ES) (2014)
- Campeão do II Torneio Rio Cidade da Paz (2012)
- Campeão do Desafio Internacional Guara Plus de Beach Soccer (2012)
- Campeão do Qualify do Campeonato Brasileiro de Clubes Sub-23 (2012)
- Campeão do Desafio Vasco x Flamengo (2011)
- Campeão da 1ª Copa Marinha do Brasil (2015)
- Campeão do Desafio Fair Play de Beach Soccer (2013)

Milan
- Campeão do Campeonato Italiano (2013)

Braga
- Campeão da Taça Europeia de Clubes (2017)
- Campeão Campeonato de Elite (2017)

BSC Lokomotiv
- Campeão do Campeonato Russo (2017)

Sporting CP
- Campeão do Campeonato de elite (2016)

Catania
- Campeão da Copa Itália (2019)

Khor Fakkan Club
- Campeão da Taça dos Emirados Árabes (2021)

Seleção Brasileira
- Ouro nos Jogos Mundiais de Praia (2019)
- Campeão da Copa do Mundo (2017 e 2024)
- Campeão da Copa Intercontinental (2016)
- Campeão do Mundialito de Futebol de Praia (2016 e 2017)
- Campeão da Copa América (2016)
- Campeão das Eliminatórias para a Copa do Mundo (2017 e 2019)
- Campeão do Campeonato Sul-Americano de Beach Soccer (2016)
- Campeão da Liga Sul-Americana (2019)
- Campeão da Copa Riviera Maya (2013)
- Campeão da Copa Ciudad de Encarnación (2013)
- Campeão da Copa Pílsener (2014)

## Campanhas de Destaque
Vasco da Gama
- Vice-campeão do Mundialito de Clubes de Futebol de Areia (2015)
- Terceiro lugar no Mundialito de Clubes (2012 e 2021)